# Przegrupowanie McLafferty’ego
Przegrupowanie McLafferty’ego – jest to reakcja obserwowana w spektrometrii mas. Przegrupowaniu McLafferty’ego ulegają związki zawierające polarne, nienasycone wiązania, np. grupę karbonylową, oraz atom wodoru w pozycji γ. Tego typu przegrupowania są powszechnie obserwowane w procesach fragmentacji cząsteczek w spektrometrii mas.
Reakcję tę po raz pierwszy zaobserwował i opublikował amerykański chemik Fred McLafferty w 1959 roku.

## Mechanizm
Mechanizm reakcji na przykładzie związku zawierającego grupę karbonylową. W wyniku oderwania elektronu z cząsteczki substratu powstaje kationorodnik z ładunkiem dodatnim zlokalizowanym na atomie tlenu, który staje się akceptorem atomu wodoru z pozycji γ. Reakcja zachodzi w układzie cyklicznym i prowadzi do zerwania wiązania β w stosunku do akceptora atomu wodoru. Powstaje związek z wiązaniem C=C (np. etylen) i kationorodnik stabilizowany przez rezonans: